# Eucyclopera coronado
Eucyclopera coronado är en fjärilsart som beskrevs av Frank Hall Knowlton 1967. Eucyclopera coronado ingår i släktet Eucyclopera och familjen björnspinnare. Inga underarter finns listade i Catalogue of Life.